# Imamzade Dschafar
Imamzade Dschafar (persisch امامزاده جعفر Emamsade Dschafar, IPA:  [ɛmɑmzɑdɛ d͡ʒæfæɾ]) ist ein Imamzade in Isfahan, Iran und liegt dem religiösen Esmail-Komplex gegenüber. Es handelt sich dabei um einen 1325 errichteten Bau aus der Ilchane-Ära. Seine Bedeutung geht darauf zurück, dass er angeblich das Grab Dschaʿfar ibn Abī Tālibs, eines Gefährten von Mohammed, beherbergt. Er befand sich ursprünglich in der Mitte eines großen Hofes, ist aber heute von Wohnbauten umgeben.
Das Mausoleum ist sechseckig und kurz und wurde offenbar ursprünglich von einer pyramidenförmige Kuppel überspannt. Diese wurde zerstört und eine andere Kuppel, in der Art der Tschalabioghlu-Mausoleum in Soltanije, stattdessen aufgesetzt. Das Imamzade ist teilweise mit Keramikfliesen dekoriert.